# Квинке, Георг Герман
Георг Герман Квинке (нем. Georg Hermann Quincke; 19 ноября 1834, Франкфурт-на-Одере, Германия — 13 января 1924, Гейдельберг, Германия) — немецкий физик.
Его отец, Герман Квинке, и младший брат, Генрих Квинке, — известные немецкие врачи. Обучался в Берлинском, Кёнигсбергском и Гейдельбергском университетах; с 1859 года приват-доцент, в 1865 году — экстраординарный профессор физики в Берлинском университете; в 1872 году — ординарный профессор физики в Вюрцбургском университете, с 1875 года — в Гейдельбергском университете.
Известны его исследования по капиллярности (веса капель), частичной физике (поглощение газов жидкими и твёрдыми телами), акустике (интерференция звука), гальванизму (движение жидкостей от гальванического тока, распределение тока в пластинке), а также работы по оптике и магнетизму. С 1856 года его научные труды печатались в «Annalen der Chemie und Physik» Поггендорфа и Видеманна.
Иностранный член Лондонского королевского общества (1879).